# Maksim Romaschenko
Maksim Yorevich Romaschenko, né le 31 juillet 1976 à Pavlohrad en RSS de Biélorussie, est un footballeur biélorusse. 
Il détient le record de but sous les couleurs de la Biélorussie avec 20 buts inscrits en 63 sélections.